# Gordan Irović
Gordan Irović (ur. 2 lipca 1934 w Belgradzie, zm. 1995) – jugosłowiański piłkarz grający podczas kariery na pozycji bramkarza.

## Kariera klubowa
Gordan Irović piłkarską karierę rozpoczął w klubie Dinamo Zagrzeb w 1956. Z Dinamem zdobył mistrzostwo Jugosławii w 1958 oraz dwukrotnie Puchar Jugosławii w 1960 i 1963. W 1965 wyjechał do RFN, gdzie został zawodnikiem FSV Oggersheim. Karierę zakończył w Austrii w Wackerze Innsbruck w 1967.

## Kariera reprezentacyjna
W 1958 Irović uczestniczył Mistrzostwach Świata w Piłce Nożnej 1958. Na turnieju w finałowym w Szwecji był rezerwowym i nie wystąpił w żadnym meczu. Nigdy nie zdołał zadebiutować w reprezentacji Jugosławii.